# Ronde van het Groene Hart 2007
De Ronde van het Groene Hart 2007 werd gehouden op zondag 25 maart tussen Leiden en Woerden in Nederland. Na 203 kilometer eindigde deze wielerwedstrijd in een sprint van een kleine groep. Die werd gewonnen door de Belg Wouter Weylandt, voor Graeme Brown en Greg Van Avermaet.
De wedstrijd zou grotendeels live op televisie uitgezonden worden, maar door de weersomstandigheden (sterke westenwind), viel deze promotie voor het Groene Hart grotendeels in het water. Door de heersende wind werd op Schiphol op baan 27 geland, waardoor de voor de straalverbinding benodigde helikopters niet in de buurt van de luchthaven mochten vliegen.

## Uitslag
| rang | renner             | land      | ploeg                  | tijd       |
| ---- | ------------------ | --------- | ---------------------- | ---------- |
| 1    | Wouter Weylandt    | België    | Quickstep - Innergetic | 4u 23' 58" |
| 2    | Graeme Brown       | Australië | Rabobank               | z.t.       |
| 3    | Greg Van Avermaet  | België    | Predictor - Lotto      | z.t.       |
| 4    | Steffen Radochla   | Duitsland | Wiesenhof - Felt       | z.t.       |
| 5    | Aart Vierhouten    | Nederland | Skil - Shimano         | z.t.       |
| 6    | Ciaran Power       | Ierland   | Navigators Insurance   | z.t.       |
| 7    | Roy Curvers        | Nederland | Time - Van Hemert      | z.t.       |
| 8    | Bas Giling         | Nederland | Wiesenhof - Felt       | z.t.       |
| 9    | Nikolas Maes       | België    | Chocolade Jacques      | z.t.       |
| 10   | Maarten Tjallingii | Nederland | Skil - Shimano         | z.t.       |